# Petr Jančar
Petr Jančar (* 15. července 1958 Opava) je český informatik, vysokoškolský pedagog a výzkumník.
V roce 1982 získal titul RNDr. na Matematicko-fyzikální fakultě Univerzity Karlovy v oboru teoretická kybernetika a matematická informatika. V letech 1983 až 1987 na své alma mater působil jako interní aspirant na Katedře kybernetiky a informatiky. V letech 1987 až 1990 pracoval na Hornickém ústavu ČSAV, když byl zaměstnán jako vědecký pracovník na jeho geofyzikálním pracovišti. V roce 1989 se stal kandidátem věd, když titul získal rovněž na MMF UK. V letech 1990 až 1997 působil na Katedře informatiky a počítačů Přírodovědecké fakulty Ostravské univerzity. Do února 1996 na Katedře pracoval jako odborný asistent.
V roce 1996 se habilitoval v oboru informatika na Fakultě informatiky Masarykovy univerzity v Brně a v roce 1997 začal působit na Katedře informatiky Fakulty elektrotechniky a informatiky VŠB-TUO, kde se v květnu 2008 stal profesorem v oboru informatika. V roce 2017 začal působit na Katedře informatiky Přírodovědecké fakulty Univerzity Palackého. V letech 2020 až 2021 byl členem etické komise na PřF UP.